# Eishockey-Bundesliga (Österreich) 1997/98
Die Saison 1997/98 der österreichischen Eishockey-Liga wurde im Anschluss an die Alpenliga-Saison mit den sechs österreichischen Vertretern des internationalen Wettbewerbes ausgetragen. Meister wurde zum fünften Mal in Serie und zum neunten Mal in der Vereinsgeschichte Titelverteidiger VEU Feldkirch, der sich im Finale gegen den EC KAC durchsetzte.

## Teilnehmer und Modus
Das Teilnehmerfeld blieb im Vergleich zum Vorjahr unverändert. Die sechs Mannschaften hatten zuvor die Alpenliga bestritten, die am 6. Dezember mit der Meisterschaft der VEU Feldkirch geendet hatte. Des Weiteren hatten die Vorarlberger im Jänner unmittelbar vor der Staatsmeisterschaft auch die European Hockey League für sich entscheiden können, wo sie sich im Finale gegen die russische Mannschaft HK Dynamo Moskau mit 5:3 durchgesetzt hatten. Die Vorarlberger hatten damit in einer einzigen Saison drei Titel gewonnen und damit ihre Vormachtstellung im österreichischen Eishockey gefestigt.
Die sechs Vereine spielten im Grunddurchgang jeweils viermal gegeneinander, wobei die letzten beiden Runden durch den Konkurs des Kapfenberger SV verkürzt waren, der die Saison nicht mehr hatte zu Ende spielen können. Anschließend wurde ein Play-off gespielt, wobei alle Begegnungen im Best-of-seven-Modus ausgetragen wurden. Den erfolgreichsten vier österreichischen Vereinen der Alpenliga wurden vier, drei, zwei bzw. ein Bonuspunkte gutgeschrieben.

## Grunddurchgang

### Tabelle nach dem Grunddurchgang (18 Runden)
| Platz | Team              | Spiele | W  | T | L  | Tordifferenz | Punkte (Bonuspunkte) |
| ----- | ----------------- | ------ | -- | - | -- | ------------ | -------------------- |
| 1     | VEU Feldkirch     | 18     | 10 | 3 | 5  | 65:46        | 27 (4)               |
| 2     | EC KAC            | 18     | 10 | 3 | 5  | 74:66        | 26 (3)               |
| 3     | EC VSV            | 18     | 10 | 2 | 6  | 74:62        | 23 (1)               |
| 4     | WEV               | 18     | 9  | 1 | 8  | 83:68        | 21 (2)               |
| 5     | EC Graz           | 18     | 5  | 1 | 12 | 59:87        | 11 (0)               |
| 6     | Kapfenberger SV * | 10     | 1  | 0 | 9  | 22:48        | 2 (0)                |

Anmerkung:
(*) Kapfenberg ging nach 10 Runden in Konkurs und stellte den Spielbetrieb ein.

## Playoffs

### Halbfinale
| Serie                       | Endstand | Spiel 1 | Spiel 2   | Spiel 3 | Spiel 4 | Spiel 5 | Spiel 6 | Spiel 7 |
| --------------------------- | -------- | ------- | --------- | ------- | ------- | ------- | ------- | ------- |
| VEU Feldkirch (1) – WEV (4) | 4:1      | 4:3     | 2:5       | 4:0     | 3:1     | 2:0     |         |         |
| EC KAC (2) – EC VSV (3)     | 4:1      | 3:2     | 5:6 n. V. | 4:3     | 3:2     | 5:3     |         |         |

### Finale
| Serie                          | Endstand | Spiel 1 | Spiel 2   | Spiel 3 | Spiel 4 | Spiel 5 | Spiel 6 | Spiel 7 |
| ------------------------------ | -------- | ------- | --------- | ------- | ------- | ------- | ------- | ------- |
| VEU Feldkirch (1) – EC KAC (2) | 4:1      | 6:1     | 2:3 n. V. | 5:1     | 3:2     | 2:0     |         |         |

Mit dem 4:1 in der Finalserie sicherte sich die VEU Feldkirch den insgesamt neunten Meistertitel und den fünften Titel in Folge.

## Meisterschaftsendstand
| Platz | Team            |
| ----- | --------------- |
| 1.    | VEU Feldkirch   |
| 2.    | EC KAC          |
| 3.    | EC VSV          |
| 4.    | WEV             |
| 5.    | EC Graz         |
| 6.    | Kapfenberger SV |

## Kader des österreichischen Meisters
| Österreichischer Meister VEU Feldkirch | Torhüter: Reinhard Divis, Bruno Campese Verteidiger: Jesper Duus, Per Lundell, Tom Searle, Dominic Lavoie, Patrik Aronsson, Michael Lampert, Wolfgang Strauss Angreifer: Mika Asikainen, Raimund Divis, Fritz Ganster, Daniel Gauthier, Christoph Gesson, Bengt-Åke Gustafsson, Rick Nasheim, Gerhard Puschnik, Thomas Rundqvist, Bernd Schmidle, Thomas Sticha, Tomaž Vnuk, Simon Wheeldon, Nik Zupančič |

## Statistik
- Fairplay: Kapfenberger SV
- Topscorer: David Emma (EC KAC) mit 35 Punkten (17 Tore, 18 Assists)
- Bester Torhüter: Reinhard Divis mit einer Fangquote von 92,4 %
- Höchster Zuschauerschnitt: EC KAC mit 3.900 Zuschauern pro Spiel